# Neil Horan

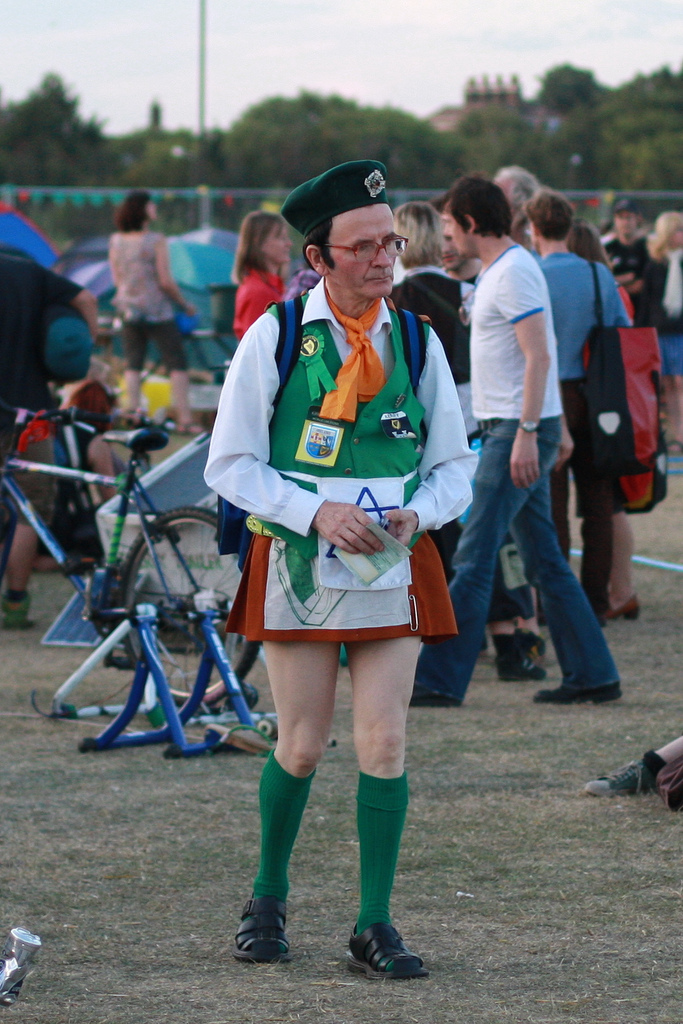

Cornelius "Neil" Horan (Scartaglen (Ierland), 22 april 1947) is een voormalige Ierse, rooms-katholieke priester, die bekend is geworden door zijn bijzondere manier van aandacht vragen voor zijn boodschap dat het eind van de wereld nadert: hij verstoort grote sportevenementen.

## Biografie
Cornelius Horan werd als tweede geboren in een gezin van dertien kinderen in Knockeenahone, Scartaglin, in Ierland, maar hij woont in Zuid-Londen. Hij studeerde theologie en werd in 1973 priester. In 1974 raakte hij betrokken bij de sekte "The Apostolic Fellowship of Christ" en hij legde zijn priesterambt neer. In 1980 werd hij echter opnieuw priester.
Horan publiceerde een aantal boeken, waarin steeds het einde van de wereld wordt voorspeld. Hij kreeg van zijn superieuren de opdracht zich psychiatrisch te laten behandelen. Als gevolg van zijn extreme uitlatingen werd hij uit het ambt ontheven. Hijzelf beschrijft zich als een "rooms-katholiek priester op sabbatical".
Het eerste protest van Horan was de verstoring van een tenniswedstrijd op Wimbledon.
In 2003 veroorzaakte Horan een gevaarlijke situatie door tijdens de Formule 1 Grand Prix van Silverstone de baan op te lopen met een spandoek, waardoor de safety car moest worden ingezet. Tijdens de marathon van de Olympische Spelen van Athene in 2004 klampte hij zich ongeveer zeven kilometer voor de finish vast aan Vanderlei de Lima, op dat moment de koploper. Dit kostte De Lima tientallen seconden, en hij werd uiteindelijk derde.
Voor de verstoring op Silverstone werd hij veroordeeld tot twee maanden gevangenisstraf. In Athene kreeg hij van de Griekse autoriteiten een boete van 3600 euro en een jaar voorwaardelijke gevangenisstraf opgelegd.
Officieel werd hij op 20 januari 2005 uit zijn ambt ontheven.
- International Standard Name Identifier: 0000 0000 7906 3063
- Library of Congress Control Number: nb98088365
- Nationale Bibliotheek van Israël: 987007297232305171
- Virtual International Authority File: 26558228
- WorldCat: E39PBJx8xTwDkPrTR7QrqtPmh3